# 沈匡濟
沈匡济（？—？），字方平，號樗菴，又號愚公，南直隶松江府青浦县民籍华亭县人。明朝政治人物。

## 生平
萬曆三十七年（1609年）己酉科应天府鄉試六十二名舉人，天啓二年（1622年）壬戌科進士。吏部观政，六月授浙江钱塘知县，四年本省同考。时势家侵占西湖为园田，悉厘正之。五年拾遗，本年改徽州府教授。崇祯二年升国子监助教，三年升南礼部主事，四年起祠祭司郎中。崇祯六年（1633年）任江西南昌府知府，九年致仕。十年升江西提学副使，历官山东提学副使。初在浙分校天啓四年甲子（1624年）乡试，乌程淩忠清义渠其所取士也。妾翟氏，华亭人，夫殁，坐卧一小楼，兵至投井死。女沈氏，歙县吴期伸妻，清军破松江，携子女投河死。

## 家族
祖沈鸞。父沈可绍，举人，官浙江景宁县知县。